# Nesovice, Vyškov
Nesovice là một làng thuộc huyện Vyškov, vùng Jihomoravský, Cộng hòa Séc.